# Edmund Yard Robbins
Edmund Yard Robbins (* 3. Oktober 1867 in Windsor, New Jersey; † 30. Mai 1942 in Princeton, New Jersey) war ein US-amerikanischer Klassischer Philologe.

## Leben
Edmund Yard Robbins studierte an der Princeton University, bei der er 1889 den Bachelor und 1890 den Master erlangte. Von 1891 bis 1894 vertiefte er seine Studien an der Universität Leipzig. Nach seiner Rückkehr hielt er als Instructor an der Princeton University griechische Lehrveranstaltungen ab. 1897 wurde er zum Assistant Professor ernannt. Nach seiner Promotion zum Doctor of Letters mit einer ungedruckten Arbeit über den griechischen Redner Isaios (1901) wurde er 1902 zum Full Professor ernannt. In Nachfolge von S. Stanhope Orris wurde er 1910 zum Charles Ewing Professor of Greek Language and Literature ernannt. Von 1921 bis 1922 war er Annual Professor an der American School of Classical Studies at Athens. 1936 wurde er emeritiert.
Edmund Yard Robbins, Mitglied der American Philological Association seit 1895, starb am 30. Mai 1942. Zu seinem Gedenken wurden 1949 die Edmund Y. Robbins Fellowships in Classics eingerichtet.